# فرار بطنی
فرار بطنی (به انگلیسی: Ventricular escape beat)، بطنی یک تحریک الکتریکی خودبخودی است که باعث انقباض بطن قلب می‌شود. به‌طور معمول ریتم قلبی از دهلیز قلبی شروع می‌شود و سپس به بطن می رود. فرار قلبی معمولاً پس از یک مکث طولانی در ریتم قلبی رخ می‌دهد و از استراحت قلبی جلوگیری می‌کند.

## علل
- نقص در رسانایی سیگنال از گره سینوسی به گره دهلیزی-بطنی
- انسداد گره دهلیزی-بطنی
- هایپرکالمی(افزایش یون پتاسیم خون)
- داروهایی مانند بتا بلاکر،بلاک کننده کانال کلسیمی و سمیت با دیگوگسین
- تحریک شدید عصب واگ

## تشخیص
فرار بطنی از طریق الکتروکاردیوگرام قابل تشخیص است.در الکتروکاردیوگرام افراد سالم موج QRS یک پیک  تیز تشکیل می‌دهد،اما برای افراد مبتلا به فرار بطنی موج QRS پهن و عریض است و زمان ان عموما بیش از 0.12 ثانیه است.

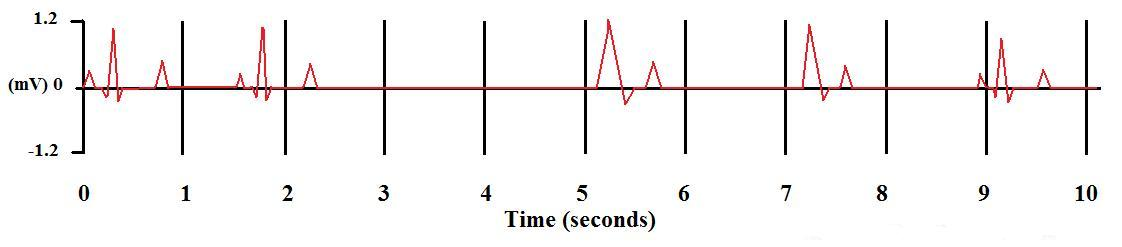
مقایسه موج QRS نرمال و QRS مربوط به فرار بطنی